# استاد مناصب
استاد مناصب (یونانی: μάγιστρος τῶν ὀφφικίων) یکی از ارشدترین مقامات اداری در امپراتوری روم متأخر و قرون اولیه امپراتوری بیزانس بود. در بیزانس، این مقام در نهایت به یک رتبه افتخاری ارشد تبدیل شد که به سادگی ماگیستروس (μάγιστρος) نامیده می‌شد، تا اینکه در قرن دوازدهم ناپدید شد.